# 早渕川

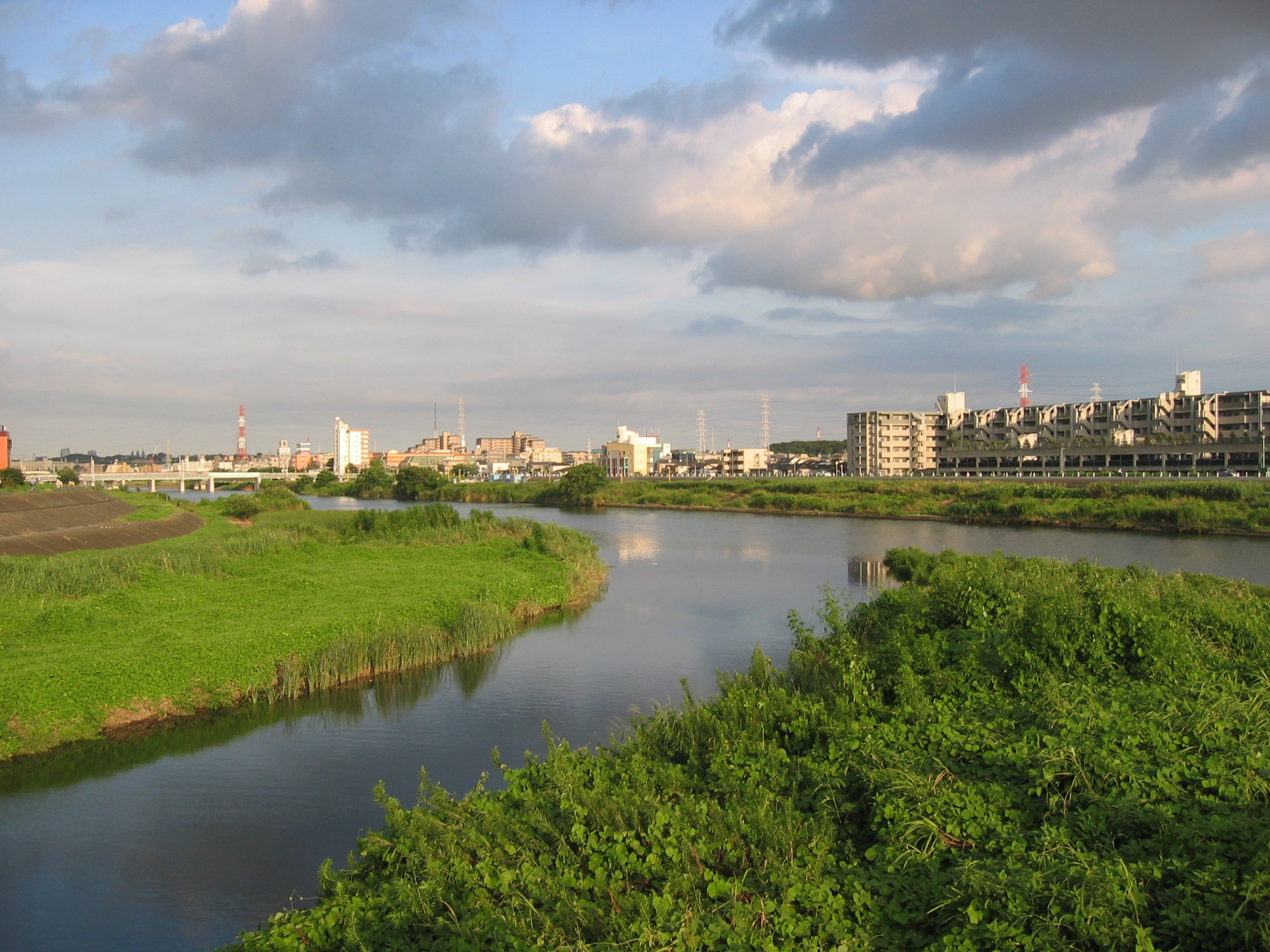
鶴見川との合流点

早渕川（はやぶちがわ）は、神奈川県横浜市を流れる河川。鶴見川水系の支流である。

## 地理
神奈川県横浜市青葉区美しが丘西に源を発し南東に流れる。横浜市都筑区、港北区を流れて横浜市港北区綱島西付近で鶴見川に合流する。途中青葉区荏田町で布川（ぬのかわ）が流入する。
源流部より1km ほど下ると神奈川県道13号横浜生田線の間を流れるようになり、一部は暗渠化されている。東急田園都市線をくぐる手前で県道が離れ、国道246号をくぐると都筑区に入る。横浜市都筑区内では港北ニュータウンとして宅地化された丘陵地の間を抜けるが、一部では田畑が残っており農業も営まれている。ニュータウンの整備とともに流路も整えられ、2006年（平成18年）現在では概ね全区間で片側または両側に歩道が整備されており（一部区間では工事中）、また横浜市営地下鉄センター北駅とセンター南駅の間で親水公園の整備が進められるなど、まちづくりに活かすべく計画されている（#外部リンク先を参照）。横浜市港北区に入ると流路が狭くなり、3kmほどで鶴見川に合流する。
主に近郊の農業用水として使われ、かつては水車も置かれていた（老馬鍛冶山不動尊の前、旧河道の曲がりくねった道のあたり）。古くから台風などの大量降水時には堤防が決壊することもあった。1969年（昭和44年）から14年にわたって護岸工事が行われ、現在は全域がコンクリート護岸となっている。東急田園都市線あざみ野駅の東、中村大橋まで一級河川に指定されており、鶴見川本流の水防に寄与している。

## 歴史
約30万年前、多摩丘陵の成立とともに雨の浸食と湧水によってできたと考えられている。蛇行が比較的あるために早瀬や渕があり、そこから「はやぶちがわ」という名前が付けられたと推測されているが、確かな資料に名前の由来は記されていない。
昔から付近の住民達にとっては貴重な生活水、農業水として重宝されていた。それ故に水争いも多く、渇水のため水が十分行き届かなかった荏田村の住人が「築地の土堤」と呼ばれる堤防を築き、石川村を水攻めしたと言う言い伝えが残っており、保木や牛込、船頭という周辺の地名もこの伝承に由来するとされる。ただ正確な文献も残っておらず、極めて不明確な説といえる。
この「築地の土堤」とされる堤防は近代に入っても一部が残されていたが、1947年の農地改革の折に取り壊され、残っていない。

## 流域の自治体
神奈川県
横浜市青葉区、都筑区、港北区

## ギャラリー

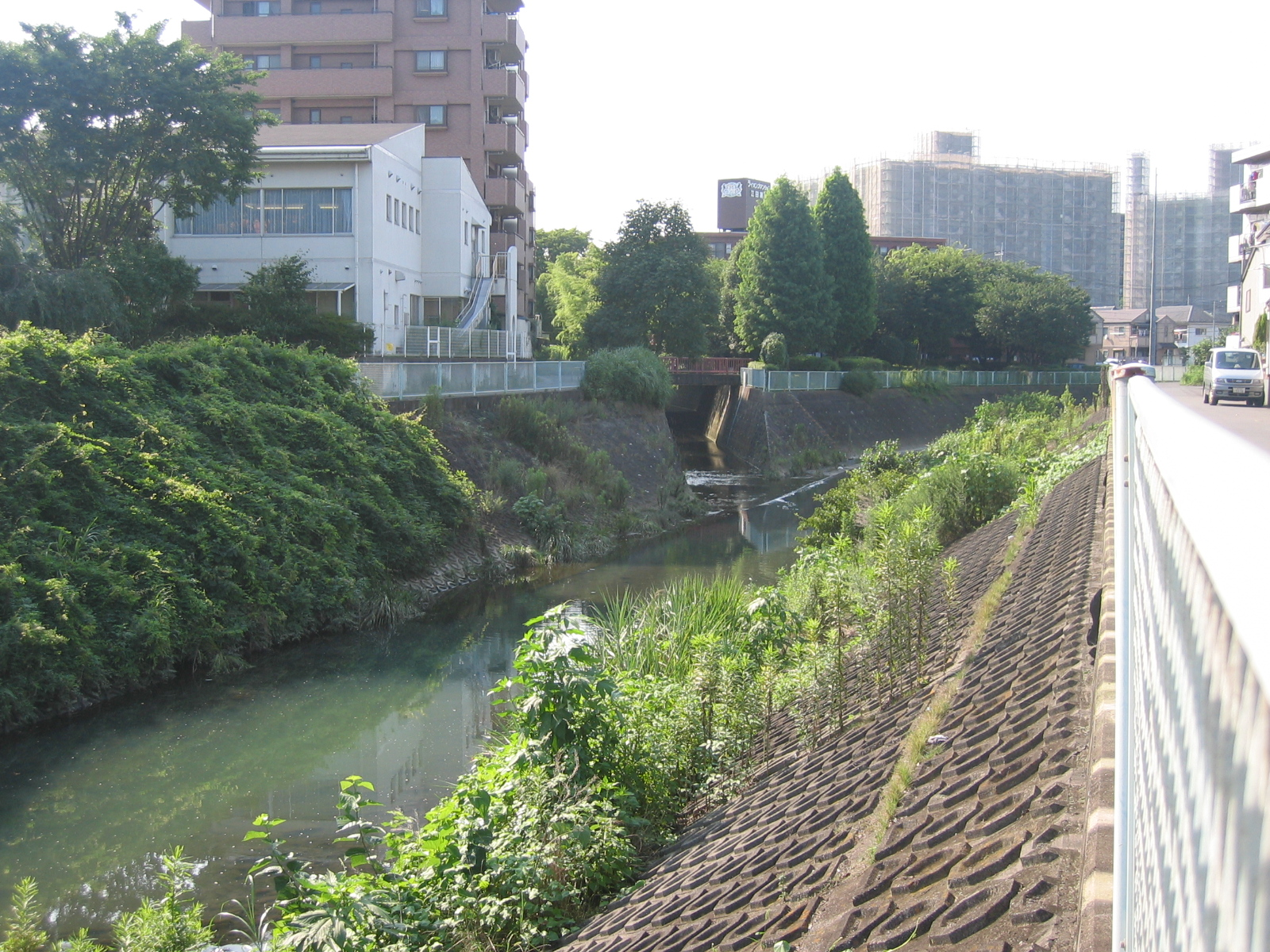
中荏橋付近より。早渕川本流と布川（中央奥）
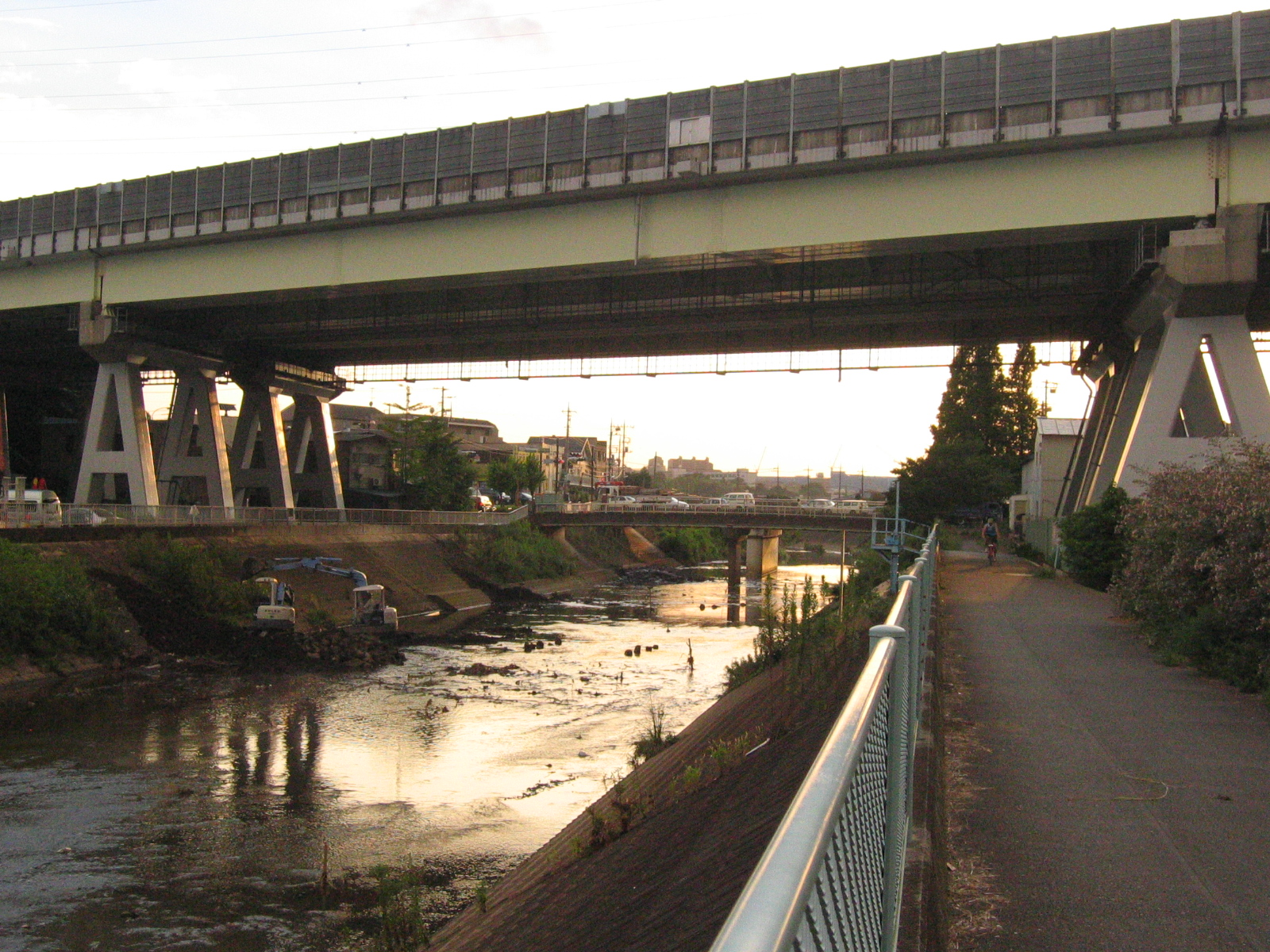
第三京浜付近
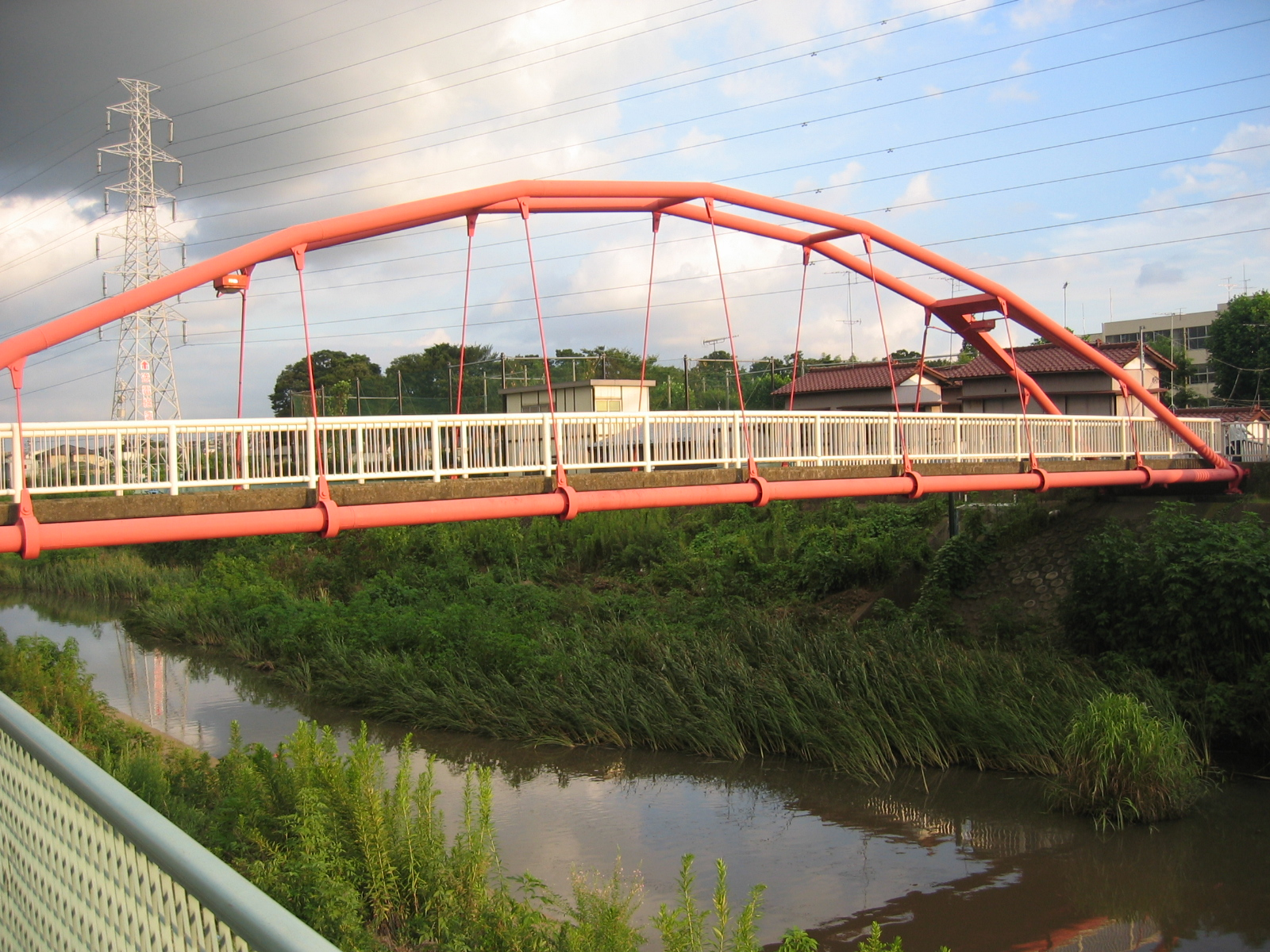
稲坂橋
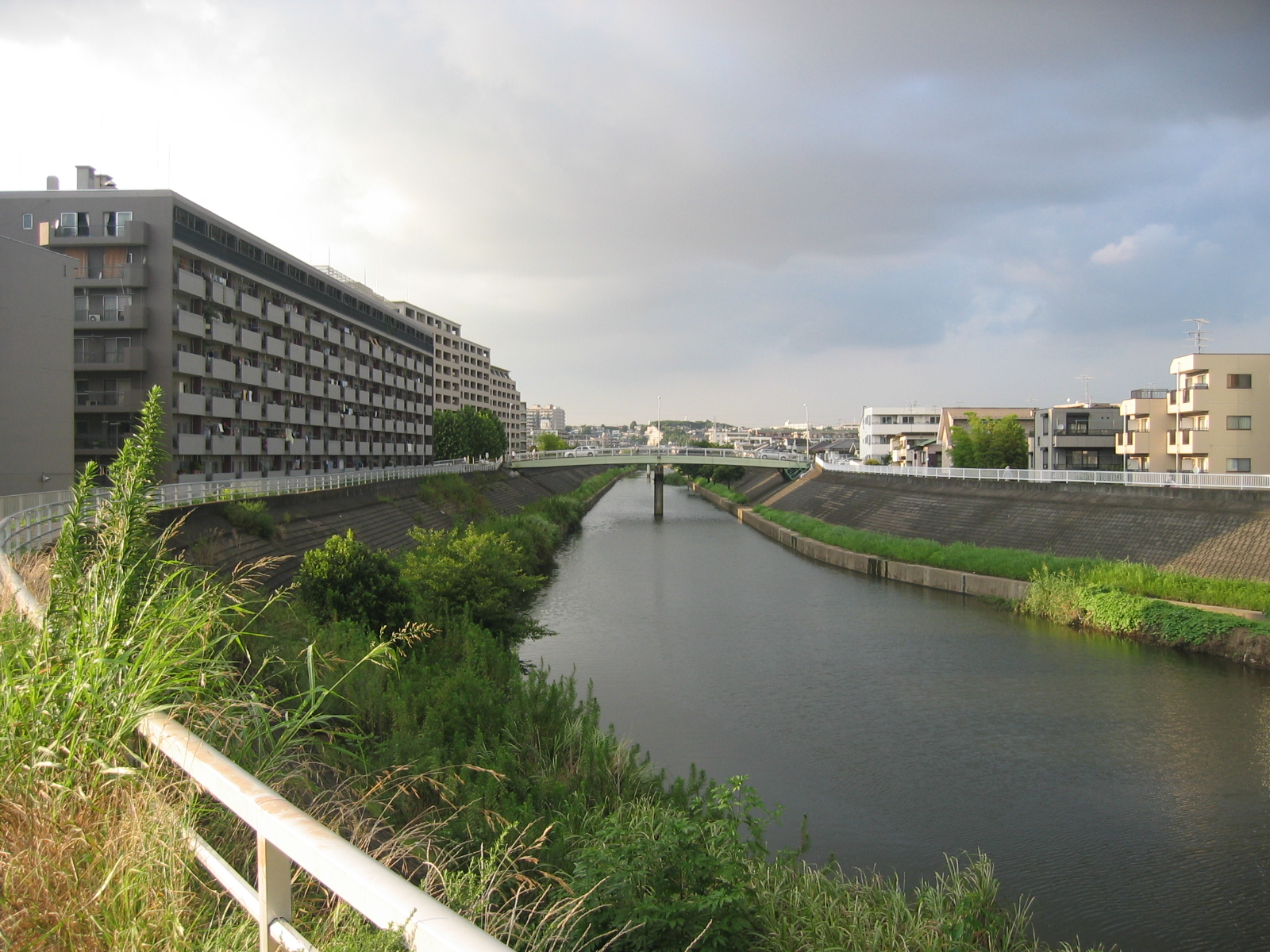
早渕川の下流。前方の橋は三歩野橋

## 関連事項
- 薩摩燈籠 - 横浜市青葉区元石川町内の早渕川沿いに立つ燈籠。平川の大燈籠とも呼ばれる。幕末、江戸の薩摩屋敷に奉公した娘がもらい受けたと伝えられている[6]。